# Caroline Francischini
 (janvier 2014).
Si vous disposez d'ouvrages ou d'articles de référence ou si vous connaissez des sites web de qualité traitant du thème abordé ici, merci de compléter l'article en donnant les références utiles à sa vérifiabilité et en les liant à la section « Notes et références ».
Caroline Francischini, née Caroline Capovila Francischini le 4 avril 1989 à São Paulo, est un mannequin brésilien.

## Biographie
En 2002, Caroline Francischini remporte le concours Riachuelo Mega Model.
Elle a défilé pour Cartier, Diesel, Vera Wang.
En 2009, elle joue son propre rôle dans la série télévisée TV Fama.
Elle réside à New York.

### Couvertures de magazines
- Elle (édition brésilienne, janvier 2007)

### Défilés de mode
- Prêt-à-porter : 
  - Printemps-été 2004 : Body Gear, Gen Art, James Coviello, Lloyd Klein
  - Automne-hiver 2004 : Alviero Martini, Anteprima, Laura Biagiotti, Sportmax, Trussardi, Vivienne Tam
  - Printemps-été 2005 : Anna Molinari, Atil Kutoglu, Betsey Johnson, D Squared, Doo.ri, Fendi, Imitation of Christ, James Coviello, Laura Biagiotti, Lloyd Klein, Lorenzo Riva, Max Mara, Monique Lhuillier, Phi, Sass and Bide, Sebastian Pons
  - Automne-hiver 2005: Alviero Martini, Baby Phat, David Rodriguez, Heatherette, Holly Kristen, James Coviello, Laura Biagiotti, Lela Rose, Milly, Nanette Lepore, Phi, Thakoon, Twinkle
  - Printemps-été 2006 : Andres Sarda, Carmen March, Costume National, Elio Berhanyer, Francis Montesinos, croisière Gucci, Javier Larrainzar, Jorge Vasquez, croisière Oscar de la Renta, Roberto Toretta, Walter Rodrigues
  - Automne-hiver 2006 : Céline, Guy Laroche, Michel Klein
  - Printemps-été 2007 : Catherine Malandrino, Cia Maritima, Doo.ri, Enrico Coveri, Fisico, Gianfranco Ferré, James Coviello, Laura Biagiotti, Lela Rose, Milly de Michelle Smith, Oscar de la Renta Resort, Ralph Lauren, Roberta di Camerino, Rocco Barocco, Rosa Cha